# Droits LGBT à Bahreïn

Localisation de Bahreïn au Moyen-Orient.

L'homosexualité est légale à Bahreïn depuis 1976.
En 2014, deux femmes ont par ailleurs eu l'autorisation de changer de sexe.
En juillet 2022, l'Égypte, le Koweït et Bahreïn interdisent le film Thor: Love and Thunder en raison de ses personnages homosexuels.
En septembre 2022, un groupe de pays du Golfe, dont Bahreïn, demande à Netflix de supprimer du contenu qui « contredit » l'islam. Aussi, ils menacent la plate-forme d'abonnement vidéo à la demande d'une action en justice,.